# فرودگاه لوند
فرودگاه لوند (به انگلیسی: Lund Airport) (به زبان بومی: Hasslanda Flygfält) یک فرودگاه همگانی است که یک باند فرود چمن دارد و طول باند آن ۶۳۰ متر است. این فرودگاه در شهر لوند کشور سوئد قرار دارد و در ارتفاع ۲۴ متری از سطح دریا واقع شده است.